# Tallapoosa (Georgia)
Tallapoosa város az Egyesült Államokban, Georgia államban, Haralson megyében. A 2000-es népszámlálási adatok szerint lakosainak száma 2789 fő.

## Földrajz
A települést 1860-ban alapították az Georgia állam északnyugati részén. A United States Census Bureau (Egyesült Államok Népszámlálási Hivatala) adatai alapján területe 19,3 km².

## Demográfia
A 2000-es népszámlálás eredményei:
A lakosok száma 2789 fő, 1187 háztartásban. A népsűrűség 144,9 fő/km². A lakosság 91,18%-a fehérbőrű, 6,63%-a afroamerikai, 0,22% őslakos amerikai, 0,9% ázsiai, 1% spanyol.

## A település kialakulása
Mint oly sok más város az Appalache-hegységben, Tallapoosa is vonzotta az aranybányászokat. Kezdetben több néven ismerték (Pine Grove, Pinville, vagy Possum Snout), az 1839-ben átadott postahivatalt azonban Tallapoosa Post Office néven nyitották meg (a hivatal a közeli Tallapoosa folyóról kapta a nevét). A környéket 1860-ban kezdték beépíteni, a település robbanásszerű fejlődésen ment keresztül. Neve ismertté vált az északi turisták és befektetők köreiben. A települést gyakran jellemezték a következő mottóval: Yankee City Under a Southern Sun (nagyjából: Jenki város a déli Nap alatt).

## Látnivalók
A város közelében található Budapest, egy egykor magyarok lakta település.

## Fordítás
- Ez a szócikk részben vagy egészben  a   Tallapoosa,_Georgia című angol Wikipédia-szócikk fordításán alapul.  Az eredeti cikk szerkesztőit annak laptörténete sorolja fel. Ez a jelzés csupán a megfogalmazás eredetét és a szerzői jogokat jelzi, nem szolgál a cikkben szereplő információk forrásmegjelöléseként.

1. ↑  2020. évi népszámlálás az Egyesült Államokban. 2020. évi népszámlálás az Egyesült Államokban . (Hozzáférés: 2022. január 1.)